# Antenógenes Silva
Antenógenes Honório da Silva (Uberaba, 30 de outubro de 1906 — ?, 9 de março de 2001) foi um acordeonista e compositor brasileiro.

## Biografia
Era filho de Olímpio Jacinto da Silva, serralheiro, ferrador de cavalos e acordeonista, e de Maria Brasilina de São José. Pelo lado materno, descendia do então empobrecido Barão de Ponte Alta. Freqüentou a escola por apenas dois anos, começando a trabalhar muito cedo. Já nessa época, tocava acordeão e compunha.
Em 1927, trabalhando como servente de pedreiro, mudou-se para Ribeirão Preto, no estado de São Paulo, e iniciou sua carreira artística. No ano seguinte, na capital paulista, começou a tocar na Rádio Educadora. Em 1929, gravou seus primeiros dois discos na Victor, interpretando o choro Gostei da Tua Caída, o maxixe Saudade de Uberaba, e as valsas Norma e Feliz de Quem Ama, todas de sua autoria. Gravou também na Orion e na Arte Fone. Em 1931, casou-se com Marcília Marinari, violinista e locutora com o nome artístico de Léa Silva, que, depois de atuar na Rádio Nacional, foi para os Estados Unidos trabalhar na CBS e na NBC.
Mudou-se para Rio de Janeiro em 1933, tornando-se desde então nacionalmente conhecido. Acompanhou grandes intérpretes nacionais e internacionais, entre eles, Lucienne Boyer e Marta Eggerth. Em 1934, fez uma turnê pela Argentina, e chegou a gravar com Carlos Gardel e Libertad Lamarque.
Foi o primeiro a tocar música lírica no Teatro Municipal do Rio de Janeiro. Nunca deixou de se aperfeiçoar, tendo aprendido harmonia, solfejo e orquestração com Guerra Peixe. Foi também professor de Luiz Gonzaga, quando este ainda era não era famoso.
Em 1949, tendo concluído o curso primário em São Paulo, fez o ginásio em Niterói, formando-se depois em química industrial.
Antenógenes sempre manteve uma atividade paralela à vida artística, como comerciante de queijos. Depois de se formar, fundou o Laboratório Creme Marcília no Rio de Janeiro, do qual foi diretor-presidente.
Em 1957, ganhou o primeiro lugar no concurso patrocinado pela fábrica de gaitas Hohner, realizado em Trossingen, na Alemanha, tendo sido considerado um dos maiores acordeonistas do mundo. Nessa ocasião, recebeu convite para apresentações no Conservatório de Paris. Dois anos depois, junto com sua esposa Léia Silva, fundou a Rádio Federal de Niterói que, cerca de dez anos depois, seria vendida ao empresário Adolpho Bloch, proprietário das Empresas Bloch.

Conhecido como O Mago do Acordeão, tem uma extensa discografia. Durante muitos anos, manteve no Rio de Janeiro uma escola de acordeão, com cursos de teoria, solfejo e harmonia. Compôs valsas, tangos, xotes, mazurcas, sambas, rancheiras e outros ritmos. Gravou mais de 130 composições de sua autoria sozinho ou com diversos parceiros.

## Sucessos
- Ave Maria, Erotides de Campos (c/Augusto Calheiros, 1939)
- Mês de Maria, de sua autoria (c/Alcides Gerardi, 1947)
- Pisando Corações, de sua autoria e Ernani Campos (c/Augusto Calheiros, 1936)
- Santa Teresinha, de sua autoria (c/Gilberto Alves, 1943)
- Saudades de Matão, Jorge Galati e Raul Torres (1938)
- Uma Grande Dor Não Se Esquece, de sua autoria e Ernani Campos (c/Gilberto Alves, 1943)